# Ministerio de Educación (RDA)
El Ministerio de Educación Nacional (en alemán: Ministerium für Volksbildung) (de 1989 a 1990, 'Ministerio de Educación y Ciencia/en alemán: Ministerium für Bildung und Wissenschaft) fue el máximo órgano administrativo para la gestión escolar y el cuidado infantil. y, al mismo tiempo, un organismo de supervisión bajo sus instituciones, tales como: la Academia de Ciencias Pedagógicas de la RDA , el Jugendwerkhof y la editorial Volk und Wissen . Como tal, desempeñó un papel central en el sistema educativo de la República Democrática Alemana.

## Historia y funciones
El Ministerio de Educación fue fundado en 1949 como sucesor de la Administración Central Alemana de Educación Popular; En el cuarto trimestre de 1949, las competencias de la Administración Militar Soviética en Alemania y SKK se transfirieron gradualmente al Gobierno Provisional de la RDA y las leyes y reglamentos se transfirieron a la ley de la RDA. El Ministerio fue responsable de la organización de la educación pública en la RDA. Estos incluían la educación preescolar con los jardines infantiles (a partir de 3 años), el sistema de educación general, la otra educación escolar y extraescolar y la educación superior, así como el bienestar juvenil y la educación en el hogar.
Junto con la Academia de Ciencias de la Educación, definió los objetivos y el contenido del aprendizaje y fue responsable del desarrollo de los planes de estudio y materiales didácticos. El Ministerio era responsable de la organización y planificación de las ciencias de la educación, con excepción de la educación profesional y los colegios y universidades técnicas. También formuló los objetivos y el contenido de la educación y la formación de educadores. El Ministerio de Educación Nacional ejerció la supervisión profesional y técnica de los colegios educativos.
La tarea del ministerio era organizar y asegurar una educación y capacitación socialista unificada para la personalidad socialista. Por lo tanto, en el campo de la formación profesional, el Ministerio también supervisó el cumplimiento de la política general de la escuela.
En el gobierno de Margot Honecker, el ministerio era un caso especial: a diferencia de todos los demás ministerios, el ministro no era responsable ante el secretario responsable del CC, Kurt Hager.

## Ministros
| N.º | Ministro           | Partido | Partido       | Periodo                                        |
| --- | ------------------ | ------- | ------------- | ---------------------------------------------- |
| 1   | Paul Wandel        |         | Independiente | 12 de octubre de 1949-1952                     |
| 2   | Elisabeth Zaisser  |         | SED           | 1952-1954                                      |
| 3   | Fritz Lange        |         | SED           | 1954-1958                                      |
| 4   | Alfred Lemmnitz    |         | SED           | 1958-1963                                      |
| 5   | Margot Honecker    |         | SED           | 14 de noviembre de 1963-7 de noviembre de 1989 |
| -   | Günther Fuchs      |         | SED           | 7 de noviembre de 1989-13 de noviembre de 1989 |
| 6   | Hans-Heinz Emons   |         | SED/PDS       | 18 de noviembre de 1989-12 de abril de 1990    |
| 7   | Hans-Joachim Meyer |         | Independiente | 12 de abril de 1990-2 de octubre de 1990       |

- Datos: Q1584763
- Multimedia: Ministerium für Volksbildung (DDR) / Q1584763